# Андево
Андево — самый низший из трех основных классов мадагаскарской народности мерина, помимо андриана (дворянство) и хува (свободное население). Подобное социальное деление существовало у других малагасийских племён, таких как бецилеу.
С начала 16 века рабы ввозились в различные регионы Мадагаскара для работы на плантациях. Таким образом местные и восточноафриканские торговцы вместе с европейской аристократией использовали свои возможности для расширения производства и торговли. Большая часть завезённых для этой цели рабов была из Мозамбика и восточной Африки, а основными посредниками при торговле выступали французы и арабы.
Привезенные рабы получили название андево. Рабство было отменено французской администрацией в 1896 году, что повлияло на доходы плантаций, которыми в равной степени владели мерина и иностранцы.
Большая часть андево была занята в качестве прислуги и рабочих на плантациях, и их род деятельности оставался неизменным из поколения в поколение. Они составляли значительный процент населения, и не имели права владеть землёй. Представители класса хува могли за долги или преступления перейти в статус рабов, но тогда их именовали Заза-хува.
Для племён бецилеу и мерина данное социальное деление было эндогамным. Согласно мемуарам Уильяма Эллиса, в малагасийском обществе раб не мог жениться на хува или представителях дворянства. Андево считались olana maloto, «нечистыми людьми», в отличие от хува и андриана, которые были olona madio или «чистыми людьми». Эта предполагаемая «чистота» или «нечистота» послужила основой для исторической табуированности браков между андево и представителями иных классов в малагасийском обществе.